# Arrowina
Arrowina is een geslacht van kevers uit de familie van de loopkevers (Carabidae). De wetenschappelijke naam van het geslacht is voor het eerst geldig gepubliceerd in 1978 door R.T. & J.R. Bell.

## Soorten
Het geslacht Arrowina omvat de volgende soorten:
- Arrowina anguliceps (Arrow, 1901)
- Arrowina nan R.T. & J.R. Bell, 2009
- Arrowina nilgiriensis (Arrow, 1942)
- Arrowina punctatolineata (Grouvelle, 1903)
- Arrowina pygmaea R.T. & J.R.Bell, 1979
- Arrowina rostrata (Lewis, 1888)
- Arrowina taksar R.T. & J.R. Bell, 2009
- Arrowina taprobanae (Fairmaire, 1873)